# Mehmet Okur
Mehmet Okur (ur. 25 maja 1979 w Yalova) – turecki koszykarz, występujący na pozycji środkowego. Pierwszy koszykarz z Turcji, który zagrał w meczu gwiazd NBA, po zakończeniu kariery zawodniczej trener koszykarski.

## Kariera
Mehmet Okur został wybrany z numerem 38 w drugiej rundzie draftu w 2001 roku przez Detroit Pistons, wcześniej w 143 rozegranych meczach w karierze zdobywał średnio 7 punktów i 5 piłek na wysokim procencie z gry który wynosił ponad 50%. Właśnie w Detroit w sezonie 2003/2004 zdobył swój pierwszy i jak dotąd jedyny tytuł mistrzowski. Tym samym stał się pierwszym Turkiem który zdobył mistrzostwo NBA. W 2004 roku razem z Gordanem Giricek'iem przeszedł do Utah Jazz. Mehmet podpisał pięcioletni kontrakt za 50 milionów dolarów. Powodem przeprowadzki była niechęć bycia tylko zmiennikiem Rasheda Wallace'a. W 2006 roku w marcu został uznany nieudacznikiem tygodnia, rozegrał 6 spotkań a o dwóch musiał szybko zapomnieć najpierw 6 a potem 7 punktów to słaby wynik, Mehmet był przecież przed paroma sezonami jednym z kandydatów do nagrody dla zawodnika który poczynił największy postęp. Już w następnym spotkaniu przeciwko Los Angeles Clippers zdobył 29 punktów na wysokim procencie z gry (69%). 3 sierpnia okazało się, że dwóch najlepszych zawodników reprezentacji Turcji, Hedo Türkoğlu i właśnie Mehmet Okur, nie zagrają podczas MŚ w Japonii, ponieważ ich kontuzje uniemożliwiły im występ na wysokim poziomie (chociaż inny zawodnik reprezentacji Turcji, Serkan Erdgogan, wystąpił mimo kontuzji kolana). Razem z Rayem Allenem zastąpili Steve'a Nasha oraz Allena Iversona podczas meczu gwiazd, tym samym Mehmet został pierwszym w historii koszykarzem z Turcji który zagrał w meczu gwiazd. W eliminacjach do ME zdobywał średnio 13,8 punktu oraz 6 zbiórek na mecz.

## Osiągnięcia
Na podstawie, o ile nie zaznaczono inaczej

### NBA
- Mistrz NBA (2004)
- Uczestnik meczu gwiazd NBA (2007)[a]
- Zawodnik tygodnia NBA (4.02.2007)

### Drużynowe
- Mistrz Turcji (1999, 2000, 2002)
- Wicemistrz Turcji (2001)
- Zdobywca Pucharu Turcji (1999–2002)
- Uczestnik rozgrywek EuroChallenge (2011/12)

### Indywidualne
- MVP pucharu Turcji (2001)

### Reprezentacja
- Wicemistrz Europy (2001)
- Brązowy medalista mistrzostw Europy U–22 (1998)
- Uczestnik:
  - Eurobasketu (1999  – 8. miejsce, 2001, 2003 – 12. miejsce, 2005 – 9. miejsce, 2007 – 11. miejsce)
  - mistrzostw:
    - świata (2002 – 9. miejsce)
    - świata U–21 (1997)

  - Europy U–16 (1995 – 7. miejsce)

## Statystyki
Na podstawie Basketball-Reference.com

### Sezon regularny
| Sezon   | Drużyna    | M   | S5  | MPG  | FG%   | 3P%   | FT%   | RPG | APG | SPG | BPG | PPG  |
| ------- | ---------- | --- | --- | ---- | ----- | ----- | ----- | --- | --- | --- | --- | ---- |
| 2002/03 | Detroit    | 72  | 9   | 19,0 | 42,6% | 33,9% | 73,3% | 4,7 | 1,0 | 0,3 | 0,5 | 6,9  |
| 2003/04 | Detroit    | 71  | 33  | 22,3 | 46,3% | 37,5% | 77,5% | 5,9 | 1,0 | 0,5 | 0,9 | 9,6  |
| 2004/05 | Utah       | 82  | 25  | 28,1 | 46,8% | 27,0% | 85,0% | 7,5 | 2,0 | 0,4 | 0,8 | 12,9 |
| 2005/06 | Utah       | 82  | 82  | 35,9 | 46,0% | 34,2% | 78,0% | 9,1 | 2,4 | 0,5 | 0,9 | 18,0 |
| 2006/07 | Utah       | 80  | 80  | 33,3 | 46,2% | 38,4% | 76,5% | 7,2 | 2,0 | 0,5 | 0,5 | 17,6 |
| 2007/08 | Utah       | 72  | 72  | 33,2 | 44,5% | 38,8% | 80,4% | 7,7 | 2,0 | 0,8 | 0,4 | 14,5 |
| 2008/09 | Utah       | 72  | 72  | 33,5 | 48,5% | 44,6% | 81,7% | 7,7 | 1,7 | 0,8 | 0,7 | 17,0 |
| 2009/10 | Utah       | 73  | 73  | 29,4 | 45,8% | 38,5% | 82,0% | 7,1 | 1,6 | 0,5 | 1,1 | 13,5 |
| 2010/11 | Utah       | 13  | 0   | 12,9 | 35,5% | 31,3% | 75,0% | 2,3 | 1,5 | 0,3 | 0,3 | 4,9  |
| 2011/12 | New Jersey | 17  | 14  | 26,7 | 37,4% | 31,9% | 60,0% | 4,8 | 1,8 | 0,5 | 0,3 | 7,6  |
| Razem   |            | 634 | 460 | 29,1 | 45,8% | 37,5% | 79,7% | 7,0 | 1,7 | 0,5 | 0,7 | 13,5 |

### Play-offy
| Sezon | Drużyna | M  | S5 | MPG  | FG%    | 3P%    | FT%    | RPG  | APG | SPG | BPG | PPG  |
| ----- | ------- | -- | -- | ---- | ------ | ------ | ------ | ---- | --- | --- | --- | ---- |
| 2003  | Detroit | 17 | 0  | 19,0 | 43,8%  | 53,8%  | 53,1%  | 4,1  | 0,8 | 0,7 | 0,7 | 5,5  |
| 2004  | Detroit | 22 | 0  | 11,5 | 47,0%  | 40,0%  | 69,2%  | 2,8  | 0,4 | 0,2 | 0,4 | 3,7  |
| 2007  | Utah    | 17 | 17 | 34,4 | 38,8%  | 31,6%  | 78,6%  | 7,8  | 1,8 | 1,4 | 0,9 | 11,8 |
| 2008  | Utah    | 12 | 12 | 38,5 | 42,3%  | 37,3%  | 77,3%  | 11,8 | 1,9 | 0,7 | 0,7 | 15,4 |
| 2009  | Utah    | 2  | 2  | 21,5 | 16,7%  | 33,3%  | 75,0%  | 5,0  | 2,0 | 0,0 | 0,5 | 4,0  |
| 2010  | Utah    | 1  | 1  | 11,0 | 100,0% | 100,0% | 100,0% | 2,0  | 0,0 | 0,0 | 0,0 | 7,0  |
| Razem |         | 71 | 32 | 23,6 | 41,5%  | 36,2%  | 71,3%  | 5,9  | 1,1 | 0,7 | 0,6 | 8,1  |